# Abrikósove
Abrikósove (en ucraïnès: Абрикосове, rus: Абрикоссово, Abrikóssovo) és un poble de la República Autònoma de Crimea a Ucraïna, que el 2021 tenia 711 habitants. Pertany al districte rural de Pervomàiske.